# دیوگو پینتو
دیوگو پینتو (انگلیسی: Diogo Pinto؛ زادهٔ ۱۸ ژوئن ۲۰۰۴) بازیکن فوتبال اهل پرتغال است که در حال حاضر برای اسپورتینگ در پست دروازه‌بان بازی می‌کند.
وی همچنین در تیم‌های ملی فوتبال زیر ۱۵ سال، زیر ۱۶ سال، زیر ۱۸ سال، زیر ۱۹ سال و زیر ۲۰ سال پرتغال بازی کرده است.

## دوران باشگاهی
دیوگو پینتو فوتبال خود را در رده‌های پایهٔ باشگاه‌های فلفگیرایش ۱۹۳۲ و پاشوش ده فریرا آغاز کرد و در سال ۲۰۱۷ به آکادمی جوانان اسپورتینگ پیوست. او نخستین قرارداد حرفه‌ای خود را در اکتبر ۲۰۲۰ با اسپورتینگ امضا کرد و در سال ۲۰۲۲ به تیم باشگاه فوتبال اسپورتینگ سی‌پی بی در لیگا ۳ (پرتغال) ارتقا یافت.
او نخستین بازی حرفه‌ای خود را با تیم اصلی اسپورتینگ در ۱۱ مهٔ ۲۰۲۴ در جریان پیروزی ۱–۰ برابر باشگوه فوتبال استوریل پرایا در پریمیرا لیگا انجام داد.
پینتو در فینال جام حذفی فوتبال پرتغال ۲۰۲۴ دروازه‌بان اصلی اسپورتینگ بود؛ مسابقه‌ای که در تاریخ ۲۶ مه ۲۰۲۴ برگزار شد و با شکست ۲–۱ تیمش مقابل باشگاه فوتبال پورتو پایان یافت.

## دوران ملی
پینتو از ردهٔ زیر ۱۶ سال تا زیر ۲۰ سال برای تیم‌های پایهٔ پرتغال بازی کرده‌است. او در قهرمانی فوتبال زیر ۱۹ سال اروپا ۲۰۲۳، عضوی از تیم ملی فوتبال زیر ۱۹ سال پرتغال بود.
در مارس ۲۰۲۴، او برای شرکت در مسابقات انتخابی قهرمانی فوتبال زیر ۲۱ سال اروپا ۲۰۲۵ به تیم ملی فوتبال زیر ۲۰ سال پرتغال دعوت شد.